# Adam Petrilli
Adam Petrilli es un empresario en serie, ejecutivo de gestión de la reputación online de negocios estadounidense afincado en Sarasota, Florida. Petrilli es fundador y presidente de Web Presence LLC, que opera como NetReputation.

## Primeros años
Tras abandonar el instituto, Petrilli obtuvo certificaciones reglamentarias en servicios financieros para convertirse en corredor de bolsa. Trabajó en gestión de patrimonios durante la Gran Recesión. Las pasiones de Petrilli se trasladaron rápidamente de las finanzas al espacio de Internet, lo que llevó a la creación de NetReputation en 2014.

## Carrera
Petrill ha fundado varias empresas a lo largo de su carrera, empezando por Web Holdings en marzo de 2010. Web Holdings crea una presencia en línea positiva.
En mayo de 2014, Petrill fundó NetReputation. Esta empresa es conocida por ser polémica debido a sus completos paquetes de servicios para corregir y proteger la reputación de particulares y empresas. NetReputation es conocida por centrarse en la eliminación de información mala y perjudicial de Internet, al tiempo que crea otros contenidos optimizados que crean una presencia digital positiva. En 2015, Jon Ronson, autor de "So You've Been Publicly Shamed", dice que la empresa ha ayudado a algunas personas que se volvieron agorafóbicas debido a la humillación pública de la vergüenza en línea, pero que era un servicio caro que muchos no podían pagar. En concreto, afirma que puede controlar la primera página de una búsqueda en Google. También se limita a tratar con individuos implicados en delitos violentos o sexuales, pero no hay pruebas de ello.
Su empresa Web Presence ocupó el puesto 208 en la clasificación de 2019 de Inc. 5000 empresas de más rápido crecimiento en Estados Unidos, y luego fue incluida en el ranking durante cuatro años consecutivos. Según el Tampa Bay Times, la empresa ocupa el puesto 3036 en la lista 2021 de las 5000 empresas de más rápido crecimiento de Estados Unidos de la revista Inc. en función de sus ingresos en 2021.
En agosto de 2017, Petrilli cofundó BetterCredit. Una empresa de servicios de recuperación de crédito en el sector bancario estadounidense. Según la dirección de la empresa, elimina los elementos negativos de los informes del historial crediticio de una persona.
En enero de 2019, Petrilli fundó InternetPrivacy, una aplicación móvil que supervisa la difusión de información personal en Internet. Internet Privacy se centra en proteger la privacidad en línea mediante la supervisión y eliminación de información personal no deseada en línea.
En 2020, Petrilli participó en la adquisición de otras empresas del ámbito de la gestión de la reputación en línea.